# Moffat Kilifa
Moffat Ramofafia Kilifa (17 novembre 1990) è un calciatore salomonese, difensore del Western United e della nazionale salomonese.

## Carriera

### Club
Ha giocato nel campionato salomonese e vanuatuano.

### Nazionale
Ha esordito con la nazionale salomonese nel 2016.